# Giannīs Giannoulīs
Iōannīs Giannoulīs, detto Giannīs (in greco Ιωάννης "Γιάννης" Γιαννούλης?; Toronto, 5 giugno 1976), è un ex cestista greco.

## Palmarès

### Squadra
- Coppa di Grecia: 2

PAOK Salonicco: 1994-95, 1998-99
- Coppa Korać: 1

PAOK Salonicco: 1993-94
- Eurolega: 1

Panathinaikos: 2001-02

### Individuale
- All-Euroleague Second Team: 1

PAOK Salonicco: 2000-01